# Post basso
Nel gioco della pallacanestro, con il termine post basso si intende il posizionamento "spalle a canestro" di un'ala grande o piccola o talvolta di un centro. L'obiettivo di colui che gioca in post basso è riuscire, attraverso una serie di movimenti e contatti fisici (consentiti) con l'avversario, ad avvicinarsi il più possibile al ferro per facilitare la realizzazione dei punti.
Sebbene nella pallacanestro i contatti irregolari vengano fischiati in qualità di fallo, il giocatore che si accinge a giocare in post basso si posiziona in una regione del campo in cui è permesso il contatto fisico, talvolta significativo; questa parte, che si trova al limite del campo sul lato corto, è delimitata da un semicerchio posto sotto il canestro, chiamato "smile".